# لاتویا باند
لاتویا باند (انگلیسی: LaToya Bond؛ زادهٔ ۱۳ فوریهٔ ۱۹۸۴) بازیکن بسکتبال اهل ایالات متحده آمریکا است.